# Miljökvalitetsnorm
Miljökvalitetsnormer (MKN) är ett svenskt juridiskt styrmedel som infördes i och med tillkomsten av miljöbalken 1999. Miljökvalitetsnormer infördes för att komma till rätta med miljöpåverkan från diffusa utsläppskällor som till exempel trafik och jordbruk. Utgångspunkten när man fastställer en miljökvalitetsnorm är kunskap om vad människan och naturen tål utan hänsyn till ekonomiska eller tekniska förhållanden. Normen ska därför avspegla den lägsta godtagbara miljökvaliteten eller det önskade miljötillståndet, men tar vanligtvis inte sikte på hur mänsklig verksamhet ska utformas. 
Att miljökvalitetsnormen anger vilken kvalitet som skall uppnås på respektive område vid vilken tidpunkt skiljer sig mot tidigare miljölagstiftning som vanligtvis reglerade vilken mängd som fick släppas ut från de enskilda källorna. Miljökvalitetsnorm skall inte förväxlas med Sveriges 16 nationella miljömål vilka beskriver de samlade tillståndet normerna skall leda till. Miljökvalitetsmålen är mer långtgående än miljökvalitetsnormen.  Idag finns miljökvalitetsnormer för luft, buller och vatten. 

## Föreskrifter
Sveriges regering får för vissa geografiska områden eller för hela landet meddela föreskrifter om kvaliteten på mark, vatten,
luft eller miljön i övrigt, om det behövs för att varaktigt skydda människors hälsa eller miljön eller för att avhjälpa
skador på eller olägenheter för människors hälsa eller miljön (miljökvalitetsnormer)(MKN).
Regeringen får överlåta till en myndighet att meddela miljökvalitetsnormer som följer av Sveriges medlemskap i
Europeiska unionen. Miljökvalitetsnormen får avse den miljömässiga kvaliteten hos alla recipienter. Regeringen har i luftkvalitetsförordningen
(2010:477) utfärdat miljökvalitetsnormer för luftföroreningar för kvävedioxid, kväveoxider, svaveldioxid, kolmonoxid, bly, bensen, arsenik, kadmium,
nickel, bens(a)pyren, partiklar (PM 10), partiklar (PM 2,5) och ozon. Regeringen har även utfärdat miljökvalitetsnormer för
fiskevatten i förordningen (2001:554) om miljökvalitetsnormer för fisk- och musselvatten, för vatten i förordningen
(2004:660) om förvaltning av kvaliteten på vattenmiljön samt för buller i förordningen (2004:675) om
omgivningsbuller, miljökvalitetsnormer för havsmiljön i Havsmiljöförordningen (2010:1341) bestämmelser om förvaltningen om kvaliteten av havsmiljö och syftar till att uppnå god status i havsmiljön. Det finns ett flertal EU-direktiv om miljökvalitetskrav.

## Miljökvalitetsnormens innehåll
Miljökvalitetsnormer anger förorenings- eller störningsnivåer. De kan också bestå av gräns- och riktvärden.
1. föroreningsnivåer eller störningsnivåer som människor kan utsättas för utan fara för olägenheter av betydelse eller som miljön eller naturen kan belastas med utan fara för påtagliga olägenheter och som inte får överskridas eller underskridas efter en viss angiven tidpunkt eller under en eller flera angivna tidsperioder,
2. föroreningsnivåer eller störningsnivåer som skall eftersträvas eller som inte bör överskridas eller underskridas efter en viss angiven tidpunkt eller under en eller flera angivna tidsperioder,
3. högsta eller lägsta förekomst i yt- och grundvatten av organismer som kan tjäna till ledning för bedömning av tillståndet i miljön, eller
4. de krav i övrigt på kvaliteten på miljön som följer av Sveriges medlemskap i Europeiska unionen.

Miljökvalitetsnormer skall vid behov omprövas.
I huvudsak är det myndigheter och kommuner ska ansvara för att miljökvalitetsnormer följs., men ett visst ansvar ligger också på verksamhetsutövare. Enligt miljöbalken ska alla ha kunskap om den miljöpåverkan som den egna verksamheten föranleder och på eget initiativ utföra de åtgärder som krävs för att en norm inte ska överskridas.

## Ansvar
Det är främst myndigheter och kommuner som ansvarar för att miljökvalitetsnormerna följs. Verksamhetsutövare har dock ett visst ansvar då de är skyldiga att ha kunskap om den miljöpåverkan som verksamheten genererar. Verksamhetsutövaren är skyldig att följa de allmänna hänsynsreglerna enligt Miljöbalken 2 kap.
Allmänna hänsynsregler
- Kunskapskravet (2§) - Verksamhetsutövaren har tillräckligt med kunskap för att bedriva verksamheten
- Försiktigshetsprincipen (3§) - Verksamhetsutövaren ska vidta skyddsåtgärder och försiktighetsmått som krävs samt tillämpa bästa möjliga teknik vid yrkesmässig verksamhet
- Produktvalsprincipen (4§) - Verksamhetsutövaren ska inte välja en produkt som kan ersättas med en motsvarighet, med vilken ändamålet kan uppnås, som kan antas göra mindre skada/ vara mindre farlig.
- Hushållningsprincipen (5§) - Verksamhetsutövaren ska hushålla med råvaror och energi i syfte att minska mängden avfall, minska mängden skadliga ämnen i material och produkter, minska negativa effekter av sitt avfall samt återvinna avfall.
- Lokaliseringsprincipen (6§) -  Verksamhetsutövaren ska välja den plats som är lämplig för verksamheten. Principen omfattar alla åtgärder och verksamhet som inte är av försumbar betydelse i det enskilda fallet, med andra ord, regeln kan bli tillämplig för tillfälliga verksamheter såväl som bestående. Bestämmelsen tillämpas såväl vid helt ny verksamhet, ändring i befintlig verksamhet samt omprövning av befintlig verksamhet

Kraven gäller i den mån det inte kan anses orimligt för verksamhetsutövaren att uppfylla dessa. En rimlighetsavvägning ska göras i varje enskilt fall.
Mer information om tillämpning av allmänna hänsynsregler, kan erhållas av Havs- och vattenmyndigheten.

### Lagtexter
1. ↑  Miljöbalken (1998:808) 5kap, 1§
2. ↑  Miljöbalken, 5kap, 1§, lagkommentar 172, Malin Wik, Karnov
3. ↑  Miljöbalken (1998:808) 5kap, 2§
4. ↑  Miljöbalken (1998:808), 5kap, 3§